# Dr. Stone
Dr. Stone – manga napisana przez Riichirō Inagakiego i zilustrowana przez Boichiego, publikowana na łamach magazynu „Shūkan Shōnen Jump” od marca 2017 do marca 2022. W Polsce seria ukazała się nakładem wydawnictwa Waneko.
Na podstawie mangi studio TMS Entertainment wyprodukowało serial anime, który emitowano od lipca do grudnia 2019. Drugi sezon był emitowany od stycznia do marca 2021, emisja trzeciego zaś trwała od kwietnia do grudnia 2023. Premiera czwartego sezonu odbyła się w styczniu 2025.

## Fabuła
W kwietniu 5738 roku, ponad 3700 lat po tym jak tajemnicze zielone światło spetryfikowało prawie całą ludzkość, szesnastoletni geniusz Senkū Ishigami budzi się, aby odkryć, że wszelkie ślady po ludzkiej cywilizacji zostały z czasem zniszczone. Postanawia odbudować cywilizację.

## Manga
Manga została napisana przez Riichirō Inagakiego i zilustrowana przez Boichiego; pierwszy jej rozdział ukazał się w 14. numerze czasopisma „Shūkan Shōnen Jump” wydawnictwa Shūeisha, 6 marca 2017. W 13. numerze czasopisma „Shūkan Shōnen Jump” w 2022 roku podano do wiadomości, że manga osiągnie moment kulminacyjny w kolejnym numerze, który zostanie opublikowany 7 marca w tym samym czasopiśmie. Rozdział opublikowany 7 marca był jednocześnie finałowym rozdziałem, a całość serii została zamknięta w 26 tomach. 4 kwietnia 2024 ukazał się dodatkowo tom 27.
12 lipca 2019 wydawnictwo Waneko zapowiedziało wydanie mangi w Polsce, premiera odbyła się zaś 22 listopada.
9-rozdziałowy spin-off, zatytułowany Dr. Stone Reboot: Byakuya, był wydawany w czasopiśmie „Shūkan Shōnen Jump” od 28 października do 23 grudnia 2019. Został zebrany w jednym tankōbonie, opublikowanym 4 marca 2020. 3-rozdziałowy spin-off, zatytułowany Dr. Stone: 4D Science, osadzony po finale głównej serii, ukazywał się w tym samym magazynie od 6 listopada do 25 grudnia 2023.

## Anime
Adaptacja w formie telewizyjnego serialu anime została ogłoszona w 51. numerze magazynu „Shūkan Shōnen Jump”, wydanego 19 listopada 2018. Seria została zanimowana przez studio TMS Entertainment i wyreżyserowana przez Shinyę Iino. Za scenariusz odpowiadał Yuichiro Kido, za projekty postaci Yuko Iwasa, zaś muzykę skomponowali Tatsuya Kato, Hiroaki Tsutsumi i Yuki Kanesaka. Emisja rozpoczęła się 5 lipca i zakończyła 13 grudnia 2019, licząc 24 odcinki. W Polsce serial emitowany jest na antenie Canal+ Seriale od 29 sierpnia 2024.
Po zakończeniu pierwszego sezonu zapowiedziano kontynuację serialu. Drugi sezon, zatytułowany Dr. Stone: Stone Wars, był emitowany od 14 stycznia do 25 marca 2021 i liczył 11 odcinków.
Po emisji ostatniego odcinka drugiego sezonu ogłoszono powstanie sequela. Podczas wydarzenia Jump Festa 2022 ujawniono, że trzeci sezon będzie miał premierę w 2023 roku. Dodatkowo, 10 lipca 2022 odbyła się premiera odcinka specjalnego zatytułowanego Dr. Stone: Ryusui, który skupiał się na postaci Ryusuia Nanamiego. Za jego reżyserię odpowiadał Shūhei Matsushita. Po emisji odcinka ujawniono, że tytuł trzeciego sezonu to Dr. Stone: New World. Pierwsza cześć była emitowana od 6 kwietnia do 15 czerwca 2023, druga zaś od 12 października do 21 grudnia tego samego roku.
Wraz z zakończeniem trzeciego sezonu ogłoszono powstanie czwartego, a zarazem ostatniego sezonu zatytułowanego Science Future. Sezon ten będzie składać się z trzech części. Pierwsza była nadawana od 9 stycznia do 27 marca 2025, natomiast premiera drugiej odbyła się 10 lipca tego samego roku.

### Ścieżka dźwiękowa
| Seria | Odcinki        | Tytuł                                         | Twórcy                        | Źródło   |
|       | Czołówka       | Czołówka                                      | Czołówka                      | Czołówka |
| ----- | -------------- | --------------------------------------------- | ----------------------------- | -------- |
| 1     | 1–13           | „Good Morning World!”                         | Burnout syndromes             | [ 33 ]   |
| 1     | 14–24          | „Sangenshoku” (jap. 三原色)                   | Pelican fanclub               | [ 33 ]   |
| 2     | 1–11           | „Rakuen”                                      | Fujifabric                    | [ 21 ]   |
|       | Napisy końcowe |                                               |                               |          |
| 1     | 2–13           | „LIFE”                                        | Rude-α                        | [ 33 ]   |
| 1     | 14–24          | „Yume no yōna” (jap. 夢のような)              | Saeki YouthK                  | [ 33 ]   |
| 2     | 1–11           | „Koe?”                                        | Hatena                        | [ 21 ]   |
|       | Inne utwory    |                                               |                               |          |
| 1     | 16, 24         | „One Small Step”                              | Laura Pitt-Pulford            | [ 33 ]   |
| 1     | 17             | „Trash is a Treasure”                         | Laura Pitt-Pulford            | [ 33 ]   |
| 1     | 17             | „Won't give up”                               | Laura Pitt-Pulford            | [ 33 ]   |
| 1     | 23             | „Kang Dang Manganese” (jap. カンデンマンガン) | Kengo Kawanishi (Gen Asagiri) | [ 33 ]   |
| 1     | 23             | „Good Morning World!”                         | Burnout syndromes             | [ 33 ]   |

## Odbiór

### Manga
W 2019 roku Dr. Stone zdobył 64. nagrodę Shōgakukan Manga w kategorii shōnen. Seria zajęła drugie miejsce w czwartej edycji konkursu Next Manga Award w 2018 roku. W poradniku Kono manga ga sugoi! 2018 manga zajęła 15. miejsce w kategorii dla chłopców, natomiast w rankingu z roku 2019 uplasowała się na miejscu 17. W 2018 roku Dr. Stone był jednym z tytułów polecanych przez jury w dziale mangi podczas 21. edycji Japan Media Arts Festival. Manga została także nominowana do 54. nagrody Seiun w kategorii najlepszy komiks w 2023 roku.
W kwietniu 2021 manga liczyła ponad 10 milionów egzemplarzy w obiegu. Do lipca 2022 liczba ta wzrosła do 14 milionów, natomiast w grudniu tego samego roku wynosiła już ponad 15 milionów. W ankiecie Manga Sōsenkyo 2021, w której 150 000 osób głosowało na 100 najlepszych mang, Dr. Stone zajął 100. miejsce. Barnes & Noble wymieniło serię na liście „naszych ulubionych mang z 2018 roku”.
Przed powstaniem adaptacji anime, Nicholas Dupree z Anime News Network umieścił Dr. Stone’a na swojej liście „Najbardziej niedocenianych mang Shōnen Jumpa”. Dupree napisał, że seria jest pełna zaskakująco dokładnych faktów na temat chemii i inżynierii, dodatkowo komentując: „Mnóstwo mang Jumpa może wygłaszać pełne pasji przemówienia o sile przyjaźni lub determinacji, ale tylko Dr. Stone może zrobić to samo odnośnie mocy żarówki”. Manga została dobrze przyjęta także ze względu na oryginalność jej założenia w porównaniu z wieloma innymi tytułami z gatunku postapokaliptycznego. Postać Senku również została pochwalona za to, jak wyjątkowo i odświeżająco został przedstawiony jako bohater shōnena, przede wszystkim ze względu na fakt, że polega on w dużej mierze na swojej inteligencji, a nie na sile fizycznej.

### Anime
W listopadzie 2019 Crunchyroll umieścił Dr. Stone’a na liście „25 najlepszych anime lat 2010.”. IGN również wymieniło go wśród najlepszych seriali anime tej dekady. Gadget Tsūshin umieściło powiedzonko Senku „To ekscytujące!” na liście popularnych zwrotów z anime 2019 roku. W 2019 roku Dr. Stone był ósmym najczęściej oglądanym serialem anime na platformie Netflix w Japonii. W 2020 roku Senku zwyciężył w kategorii „najlepszy bohater” podczas 4. edycji Crunchyroll Anime Awards. Drugi sezon był chwalony za tempo i sposób, w jaki udało mu się zakończyć rywalizację Senku i Tsukasy. Zauważono również, że jest naukowo dokładny. Kari Byron z Pogromców mitów pochwaliła naukową dokładność przedstawioną w serialu, jednocześnie zwracając uwagę na pewne swobody, na które zdecydowali się twórcy. Skomentowała również, że postać Senku ma wiele podobieństw do członków jej własnego zespołu.